# Бејшор (Северна Каролина)
Бејшор (енгл. Bayshore) насељено је место без административног статуса у америчкој савезној држави Северна Каролина.

## Демографија
По попису из 2010. године број становника је 3.393, што је 881 (35,1%) становника више него 2000. године.
| Група             | 2000.         | 2010.         |
| Белци             | 2.402 (95,6%) | 3.106 (91,5%) |
| Афроамериканци    | 48 (1,9%)     | 85 (2,5%)     |
| Азијати           | 14 (0,6%)     | 38 (1,1%)     |
| Хиспаноамериканци | 26 (1,0%)     | 123 (3,6%)    |
| Укупно            | 2.512         | 3.393         |